# Pteris manickamii
Pteris manickamii là một loài dương xỉ trong họ Pteridaceae. Loài này được Rajkumar mô tả khoa học đầu tiên năm 2006.
Danh pháp khoa học của loài này chưa được làm sáng tỏ. 